# Annie Laurie Gaylorová
Annie Laurie Gaylorová (* 2. listopadu 1955 Madison) je americká ateistka, sekularistka a aktivistka za práva žen, spoluzakladatelka – a spolu se svým manželem Danem Barkerem, současná spolupředsedkyně FFRF – Freedom From Religion Foundation. Až do roku 2015 také byla editorkou novin FFRF, Freethought Today (vychází desetkrát ročně). Je autorkou několika knih.

## Profesní život
Roku 1980 vystudovala žurnalistiku na University of Wisconsin–Madison. V roce 1977 byla Gaylorová spolu se svou matkou Anne Nicol Gaylorovou a feministickými skupinami v čele protestů, které vedly k odvolání soudce Archie Simonsona poté, co obvinil mladou dívku, že si může za své znásilnění sama.
Organizaci Freedom From Religion Foundation roku 1978 společně založili Anne Nicol Gaylorová, její dcera Annie Laurie Gaylorová a John Sontarck při setkání u jídelního stolu Gaylorových. Gaylorová pracovala na tom, aby se FFRF stala největší organizací ateistů a agnostiků ve Spojených státech.
Množství zdrojů naznačuje, že FFRF byla založena jako reakce na úlohu náboženství při odpírání práv žen na svobodu reprodukce.
Annie Laurie Gaylorová je členkou představenstva Women's Medical Fund, Inc., skupiny, která pomáhá ženám zaplatit za provedení potratů.
Zapojovala i do dalších protestů, včetně protestu proti omezení potratů v Jižní Dakotě a protestu proti soudnímu pochybení ve Wisconsinu. Otevřeně se vyjadřovala proti násilí za použití střelných zbraní.
V roce 2010 Gaylorová obdržela od American Humanist Association ocenění Humanitarian Heroine.

Gaylorová je zvána jako řečník na různé konference, včetně Global Atheist Convention v Melbourne roku 2012 a regionální konference Minnesota Atheists.

Aktuálně působí v kanceláři mluvčích Secular Student Aliance

## V médiích
Gaylorová se objevila v mnoha tiscích, rozhlasových a televizních médiích, kde diskutovala o práci FFRF, jako je cenzura reklamní kampaně v Las Vegas a kauza odporu proti Národnímu dni modlitby.
Annie Laurie Gaylorová přispívá do tištěných médií napříč Spojenými státy o tématech týkajících se žen: jak politika ovlivňuje přístup žen k reprodukční zdravotní péči ve státě Wisconsin, zatčení tuniské ženy za zveřejnění fotografií vlastního nahého těla, padesáté výroční vydání The Feminine Mystique, a stavu práv žen po celém světě od podepsání úmluvy Seneca Falls Convention.
Gaylorová, spolu se svým manželem Danem Barkerem uvádí každá týden hodinový rozhlasový program Freethought Radio na stanici Progressive Talk The Mic 92.1 v Madisonu ve Wisconsinu. Ten se vysílá i na několika dalších stanicích po celém Středozápadě a je k dispozici i jako podcast.

## Soukromý život
Annie Laurie Gaylorová se seznámila s Danem Barkerem roku 1984, když byli hosty Oprah Winfreyové v pořadu „AM Chicago“. O šest měsíců později se vzali.
Mají dceru Sabrinu Delata.

## Dílo
Autor
- (1986) It Can't Happen Here?, Complimentary Copy Press
- (1987) Two Reviews: Encyclopedia of Unbelief, Complimentary Copy Press.
- (1988) Betrayal of Trust: Clergy Abuse of Children, Freedom From Religion Foundation
- (2004) Woe to the Women--the Bible Tells Me So: The Bible, Female Sexuality & the Law, Freedom From Religion Foundation

Editor
- (1997) Women Without Superstition: No Gods--No Masters: The Collected Writings of Women Freethinkers of the Nineteenth and Twentieth Centuries, Freedom From Religion Foundation